# Xerochrysum
Xerochrysum o Bracteantha es un género de plantas con flores de la familia de las asteráceas. Comprende 8 especies descritas y  aceptadas.  Son nativas del sur y este de  Australia. El género estaba incluido anteriormente en Helichrysum.

## Taxonomía
El género fue descrito por Nikolái Tsveliov y publicado en Novosti Sistematiki Vysshchikh Rastenii 27: 151. 1990. La especie tipo es: Xerochrysum bracteatum (Vent.) Tzvelev	

## Especies
A continuación se brinda un listado de las especies del género Xerochrysum aceptadas hasta agosto de 2012, ordenadas alfabéticamente. Para cada una se indica el nombre binomial seguido del autor, abreviado según las convenciones y usos.
- Xerochrysum bicolor (Lindl.) R.J.Bayer
- Xerochrysum bracteatum (Vent.) Tzvelev	( sin. Bracteantha bracteata)
- Xerochrysum collierianum A.M.Buchanan
- Xerochrysum leucopsideum (DC.) Paul G.Wilson
- Xerochrysum palustre (Flann) R.J.Bayer
- Xerochrysum papillosum (Labill.) R.J.Bayer
- Xerochrysum subundulatum (Sch.Bip.) R.J.Bayer
- Xerochrysum viscosum (Sieber ex DC.) R.J.Bayer